# Броновиці (Стшелецько-Дрезденецький повіт)
Броновіце (пол. Bronowice) — село в Польщі, у гміні Стшельці-Краєнські Стшелецько-Дрезденецького повіту Любуського воєводства.
Населення — 429 осіб (2011).
У 1975-1998 роках село належало до Гожовського воєводства.

## Демографія
Демографічна структура станом на 31 березня 2011 року:
|          | Загалом | Допрацездатний вік | Працездатний вік | Постпрацездатний вік |
| -------- | ------- | ------------------ | ---------------- | -------------------- |
| Чоловіки | 224     | 47                 | 163              | 14                   |
| Жінки    | 205     | 51                 | 117              | 37                   |
| Разом    | 429     | 98                 | 280              | 51                   |